# Попов, Денис Геннадьевич
Денис Геннадьевич Попов (род. 12 января 1972, Свердловск, Свердловская область, РСФСР, СССР) — российский государственный деятель, юрист. Статс-секретарь — заместитель министра МЧС России с 9 января 2025 года. Прокурор Москвы (7 сентября 2019 — 12 августа 2024). Государственный советник юстиции 2 класса.

## Биография
Родился 12 января 1972 года в Свердловске.
Трудовую деятельность начал в 1989 году медрегистратором поликлиники Московского городского врачебно-физкультурного диспансера № 1 города Москвы.
Затем работал тренером-преподавателем, руководителем атлетической секции подросткового клуба «Стимул» города Москва.
После окончания в 2000 году юридического факультета Российской правовой академии Министерства юстиции Российской Федерации назначен на должность следователя Нагатинской межрайонной прокуратуры города Москвы.
В 2001—2005 годах — помощник, старший помощник прокурора Центрального административного округа г. Москвы, прокурор отдела по надзору за исполнением налогового законодательства в сфере предпринимательства управления по надзору за соблюдением федерального законодательства прокуратуры г. Москвы.
В 2005 году назначен заместителем Кузьминского межрайонного прокурора Москвы, в 2006 году — заместителем прокурора Юго-Восточного административного округа.
В 2007—2009 годах — заместитель прокурора Центрального административного округа города Москвы.
В 2009 году — Измайловский межрайонный прокурор города Москвы.
В 2010 году — прокурор Центрального административного округа города Москвы.
С августа 2012 года — первый заместитель прокурора Тульской области.
С 14 ноября 2015 по 9 февраля 2018 года — прокурор Республики Хакасии.
10 февраля 2018 года назначен прокурором Республики Дагестан на пятилетний срок.
5 июня 2019 года утверждён Московской городской думой на должность прокурора города Москвы. Назначен на должность Указом Президента России Владимира Путина 7 сентября 2019 года.
12 августа 2024 года освобождён от должности прокурора Москвы в связи с выходом на пенсию.
9 января 2025 года назначен статс-секретарём — заместителем министра Российской Федерации по делам гражданской обороны, чрезвычайным ситуациям и ликвидации последствий стихийных бедствий.

## Результаты работы

### Расследование убийства братьев Гасангусейновых
В феврале 2018 года Денис Попов был назначен прокурором Республики Дагестан. Вскоре после своего назначения он оказался первым высокопоставленным чиновником согласившимся провести встречу с родителями убитых братьев Гасангусейновых.
В марте 2018 года, через полтора года после события состоялась встреча на которой всплыли ранее неизвестные факты, попытки фальсификаций документов относящихся к делу. В результате этой встречи прокуратура Дагестана официально признала нарушения допущенные сотрудниками правоохранительных органов республики при расследовании убийства. В частности прокурор Денис Попов потребовал выделить материалы в отношении исполняющего обязанности начальника ОМВД России по Шамильскому району Ибрагима Алиева, сообщившего недостоверную информацию. Это событие стало переломным моментом в расследовании и версия о том что братья были террористами была отклонена официально.
Впервые в истории Республики Дагестан было возбуждено уголовное дело об убийстве жертв спецоперации.

## Критика

### Расследование Фонда борьбы с коррупцией
В ноябре 2019 года Фонд борьбы с коррупцией выпустил расследование, в котором утверждается, что семья Дениса Попова имеет незадекларированную дорогостоящую недвижимость в Черногории, Испании и на Рублёвке, при том что в декларации Попова указан один источник дохода — заработная плата, равная шестидесяти тысячам рублей в месяц.
В Черногории, утверждает ФБК, у Попова есть восьмиквартирный дом с видом на озеро. Квартиры в этом доме сдаются в краткосрочную аренду, там же отдыхают и члены семьи Попова — ФБК предоставило фотографии из их социальных сетей. Помимо этого, по данным ФБК, в Черногории Попов строит базу отдыха неподалёку от горнолыжного курорта Колашин на площади в один гектар. В расследовании также приведена суммарная стоимость имущества, которая, по данным официальной отчётности, составляет 3 миллиона евро.
Недвижимость, по данным ФБК, была приобретена в период с 2009 по 2011 годы экс-супругой Ириной Поповой, которая в декларации числится как безработная. Также утверждается, что Ирина Попова владеет квартирой в Испании, купленной в 2010 году за 645 тысяч евро.
В России, у 79-летней матери прокурора, ФБК обнаружил в собственности дачу на Рублёвке, а у Ирины Поповой — базу отдыха в Астраханской области, площадью в полтора гектара.
Пресс-секретарь президента России Дмитрий Песков заявил, что перед назначением Попова на должность прокурора Москвы, его декларация была очень тщательно проверена и нарушений в ней выявлено не было. Об этом, по его словам, свидетельствует сам факт назначения Попова на должность. Однако, подчеркнул Песков, контрольное управление администрации президента перепроверит декларацию Попова, если сочтёт нужным это делать.
Уже на следующей день, после выхода расследования, депутаты Мосгордумы Елена Шувалова (партия «КПРФ») и Максим Круглов (партия «Яблоко») написали обращение на имя президента Владимира Путина, где потребовали проверку указанных в расследовании ФБК фактов. Они также отметили, что выступают не от лица политических партий, а индивидуально.

## Санкции
27 июня 2022 года Попов внесён в санкционный список Канады «соратников режима» за «поддержку неспровоцированного и неоправданного вторжения России в Украину».
19 октября 2022 года попал в санкционный список Украины как должностное лицо органа «ответственного за дестабилизацию Украины и российскую военную агрессию, которая подрывает суверенитет и территориальную целостность Украины».

## Награды
- Орден Мужества[15],
- Орден Почёта[16],
- Орден «За заслуги перед Хакасией»[15],
- Медаль «290 лет прокуратуре России»,
- Почётный работник прокуратуры Российской Федерации[15],
- Наградное оружие.